# Alain Adriaens
Alain Adriaens (Charleroi, 12 september 1949) is een voormalig Belgisch lid van het Brussels Hoofdstedelijk Parlement.

## Levensloop
Adriaens werd licentiaat in de chemie, gespecialiseerd in biochemie. Hij werd vervolgens chemicus en deed begin jaren 1970 onder meer onderzoek in moleculaire genetica. Vervolgens werd hij in 1974 licentiaat in de plantaardige ecologie aan de Universiteit van Algiers.
Hij werd militant van de ecologisch gezinde partij Ecolo en was in 1981 medeoprichter van de partijafdeling in Elsene. Van 1982 tot 1988 en van 2006 tot 2012 was hij er gemeenteraadslid.
Tevens zetelde hij van 1989 tot 2004 in het Brussels Hoofdstedelijk Parlement. In 2016 werd hij woordvoerder van de Belgische degrowth-beweging.